# Movimiento abolicionista de la prisión

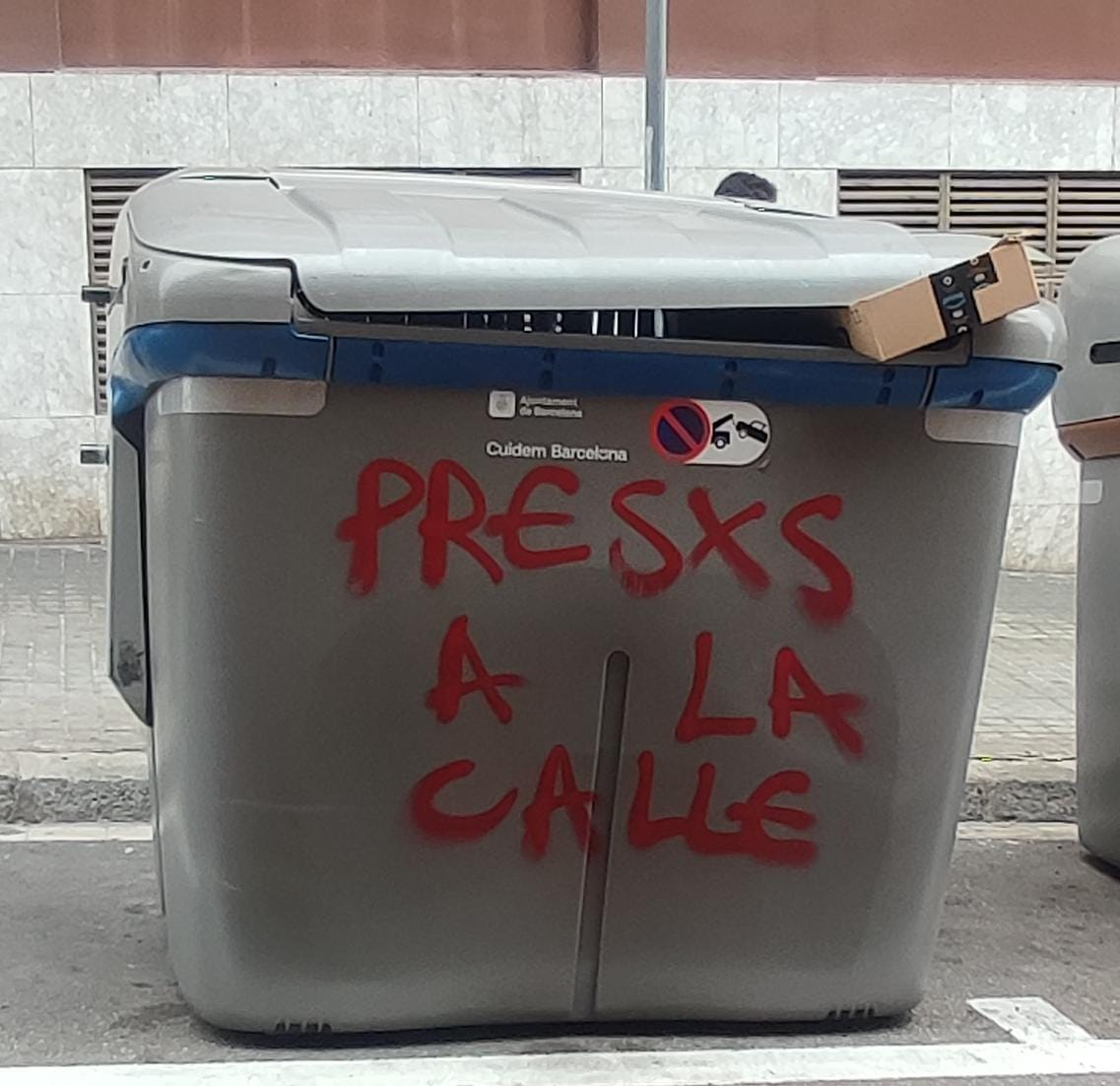
Grafiti abolicionista de la prisión en Barcelona (2022).

El movimiento de abolición de la prisión es un movimiento que busca reducir o eliminar las cárceles y el sistema penitenciario, y reemplazarlos con sistemas más humanos y eficaces.
Es diferente del reformismo penitenciario, que es el intento de mejorar las condiciones dentro de las cárceles. Sin embargo, las cárceles podrían mejorar sus condiciones mediante la reducción del hacinamiento. Entre los partidarios abolicionistas, muchos tienen la intención de reemplazarla con otros sistemas, disminuyendo el rol de las prisiones en la sociedad. Algunas organizaciones consideran que la mejor forma de justicia surge naturalmente de los contratos sociales y la justicia restaurativa. 
Las estadísticas demuestran que las tasas de encarcelamiento afectan principalmente a los pobres y las minorías étnicas. Sumado a ello, generalmente no se rehabilita a los delincuentes sino que, en muchos casos, estos terminan en peores condiciones de las que tenían al momento de ingreso.
En octubre de 2015, la sesión plenaria del Gremio Nacional de Abogados (NLG) de los Estados Unidos votó una resolución en favor de la abolición de la prisión.

## Reformas penitenciarias y alternativas

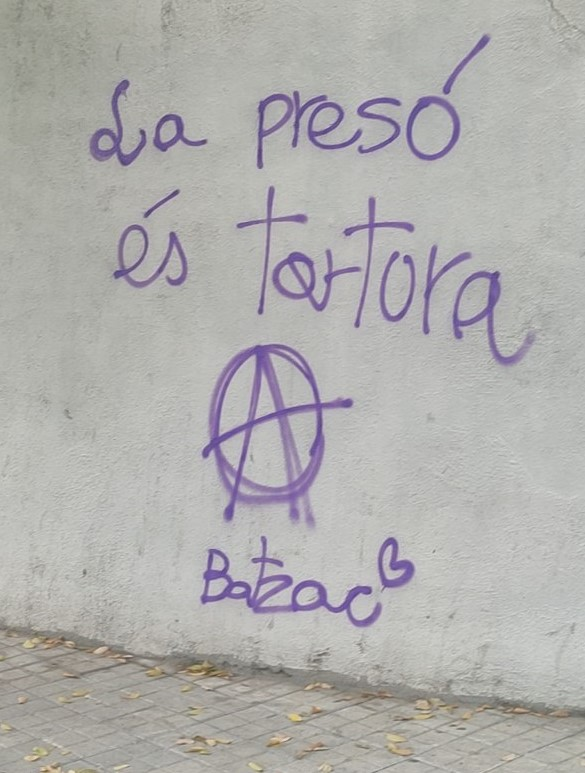
Grafiti del grupo anarquista Batzac en Barcelona que equipara la prisión a tortura (2022)

Las propuestas de reforma penitenciaria y alternativas a la prisión difieren significativamente en función de las creencias políticas detrás de cada una. Las propuestas a menudo incluyen:
- Reformas al sistema penal:
  - La sustitución del encarcelamiento por la libertad condicional, supervisada, restitución a las víctimas y/o trabajo comunitario.
  - La disminución de penas de prisión mediante la abolición de sentencias mínimas obligatorias.
  - La disminución de la disparidad étnica en las poblaciones carcelarias.
- Mejoras en las condiciones de las prisiones.
- La prevención de la delincuencia en lugar del castigo.
- Abolición de programas específicos que aumentan la población de las prisiones, tales como la prohibición de las drogas, el control de armas, la prohibición del trabajo sexual y la ley seca.
- Los programas de educación para informar a las personas que nunca han estado en la cárcel acerca de sus problemas.
- La lucha contra los casos de condena injusta.

La Oficina de Naciones Unidas contra la Droga y el Delito ha publicado una serie de manuales de justicia penal. Entre ellos se encuentra Alternativas a la Reclusión, el cual identifica como el uso excesivo de la prisión impacta los derechos humanos fundamentales, especialmente en aquellos casos de condenas por delitos menores.

### Perspectiva abolicionista
En lugar de las cárceles, algunos abolicionistas proponen tribunales controlados en forma comunitaria, así como consejos o asambleas para controlar el problema social de la delincuencia. Argumentan que con la destrucción del capitalismo, y la autogestión de la producción por los trabajadores y las comunidades, los delitos contra la propiedad se desvanecerían mayormente. Una gran parte del problema, según algunos, es la forma en que el sistema judicial se ocupa de los presos, personas y capital. Según argumentan, habría menos presos si las personas fueran tratadas de manera más justa, independientemente de su sexo, color, etnia, orientación sexual, educación, etc. Esto se ha demostrado con la creación de las prisiones privadas en Estados Unidos y corporaciones, como la Correction Corporation of America (CCA). Sus accionistas se benefician de la expansión de las prisiones y leyes más duras contra el crimen. De tal modo, más presos es visto como más beneficio para los negocios.

## Argumentos para la abolición de la prisión
- La falta de una adecuada representación legal: "El ochenta por ciento de las personas acusadas de delitos [en Estados unidos] no pueden pagar un abogado para su defensa."[7] La Corte Suprema de Estados Unidos sostuvo en 1963 que una persona pobre que se enfrenta a cargos por delitos "no puede garantizar un juicio justo a menos que le sea provisto un abogado." "A largo Plazo, el Descuido y la falta de fondos para la defensa de indigentes han creado una crisis de extraordinarias proporciones en muchos estados en todo el país."[7] El grado y la calidad de acceso a la justicia depende, así, de los recursos financieros de los acusados.[8][9]

- La gente de color y de clase baja son más encarcelados que el resto de las personas: "Estados unidos es líder mundial en número de personas encarceladas en instalaciones correccionales federales y estatales. Actualmente hay más de 2 millones de personas en prisiones o cárceles. Aproximadamente una cuarta parte de las personas recluidas en tales cárceles han sido declarados culpables de un delito relacionado con drogas. Los Estados unidos encarcelan a más personas por delitos de drogas que cualquier otro país. Con un estimado de 6,8 millones de Estadounidenses que luchan con el abuso de drogas o dependencia, el crecimiento de la población penitenciaria sigue siendo impulsado en gran medida por el encarcelamiento por delitos de drogas."[10] "Los negros son el 12.3 por ciento de la población de Estados Unidos (2001), pero constituyen la mitad de los aproximadamente los 2 millones actualmente tras las rejas. Cada día, el 30 por ciento de los hombres Afro-Americanos de edades entre 20-29 años están "bajo la supervisión correccional".[7] Los negros constituyen el 13 por ciento de todos los usuarios de drogas, pero el 35 por ciento de los arrestados por posesión de drogas, el 55 por ciento de las personas condenadas, y el 74 por ciento de personas enviadas a prisión.[11]

- El encarcelamiento es social y económicamente perjudicial para el condenado y la comunidad: "Cada recluso representa un activo económico que ha sido retirado de esa comunidad y se coloca en otro lugar. Cada prisionero representa hasta u$d 25,000 de ingresos para la comunidad en la que la prisión se encuentra, por no mencionar el valor de la construcción de la prisión en primer lugar.[12] Lamentablemente, no se dispone de estadísticas sobre la situación de empleo de los criminales. Pero la evidencia empírica confirma que los individuos que han sido encarcelados, tienen grandes dificultades para conseguir empleo cuando vuelven a la sociedad. Algunas de estas dificultades están relacionadas con las políticas de las empresas y otras son el resultado de las habilidades del trabajo o la falta de confiabilidad. Los criminales también están excluidos del empleo público en un número de estados.[13]

- Los sistemas penitenciarios están en violación de la Declaración Universal de los Derechos Humanos: que fue aprobada por la Asamblea General de Naciones Unidas en 1948, y que es la prescripción de la vida, la libertad, la igualdad y la justicia para todas las personas, sin discriminación de cualquier tipo como un derecho inalienable. La Declaración Universal de los Derechos Humanos también ha suprimido todas las formas de esclavitud y el genocidio, la tortura, la represión y la opresión que las cárceles prosperar.
- La cadena perpetua es vista por algunos como una forma de condena que legitima la violencia y la crueldad, produciendo un "efecto boomerang de la deshumanización"[14] por parte de las instituciones.
- Las prisiones pueden ser poco eficaces en desalentar el delito y/o la indemnización a las víctimas, menos que otras formas de castigo.[15] Es mucho más difícil obtener un empleo legal luego de recluido en un establecimiento penitenciario. A las personas recluidas en la cárcel por causa de delitos motivados por la necesidad, tales como el robo o hurto menor (alimentación, etc.) o la prostitución, esta dificultad hace que sea más probable que retornen nuevamente al sistema penitenciario (lo que se conoce como reincidencia). Muchos abolicionistas sostienen que debemos "legalizar la supervivencia" y proporcionar ayuda a aquellos que lo necesitan, en lugar de hacer que les sea aún más difícil encontrar trabajo.
- Las cárceles no hacen a la gente menos violenta. De hecho, hay evidencia de que promueven la violencia en las personas porque les rodea con otros delincuentes violentos, pudiendo conducir a la predicción de resultados negativos.[15] Los delincuentes relacionados con las drogas son introducidos dentro y fuera del sistema penitenciario como por una puerta giratoria. En lugar de educar y rehabilitar al delincuente mediante el tratamiento, el estado no se hace responsable de estos casos.